# 多林斯凱 (波迪利斯克區)
47°32′36″N 29°53′46″E / 47.54333°N 29.89611°E
多林斯凱（烏克蘭語：Долинське）是位於烏克蘭西南部敖德萨州波迪利斯克区多林斯凱市鎮的村莊，並為該市鎮的行政中心。該村面積26.04平方公里，海拔高度85米，2001年人口4,036，人口密度每平方公里155人。